# Республика Корея на летних Олимпийских играх 1956
Республика Корея принимала участие в Летних Олимпийских играх 1956 года в Мельбурне (Австралия) в третий раз за свою историю, и завоевала одну серебряную и одну бронзовую медали. Это первая серебряная олимпийская медаль, завоёванная Южной Кореей.

## Медалисты
| Медаль  | Спортсмен    | Вид спорта       | Дисциплина          |
| ------- | ------------ | ---------------- | ------------------- |
| Серебро | Сон Сун Чхон | Бокс             | Мужчины, до 54 кг   |
| Бронза  | Ким Чханхи   | Тяжёлая атлетика | Мужчины, до 67,5 кг |